# Фоллоуилл, Джаред
Джаред Фоллоуилл (англ. Jared Followill, род. 20 ноября 1986 года) — член американской рок-группы Kings of Leon. Бас-гитарист и пианист коллектива. Брат других участников группы — солиста Калеба Фоллоуилла, барабанщика Натана Фоллоуилла, а также кузена соло-гитариста Мэтью Фоллоуилла.

## Биография
Родители — Бетти-Энн и Иван Леон Фоллоуиллы. Отец был священником. Семья часто путешествовала по югу США. У Джареда два брата — Натан и Калеб. Из-за разъездов он редко бывал в школе и обучением занималась мать. Родители развелись, когда отца попросили покинуть церковную службу. Джаред вступил в группу, когда ему было 15 лет. Он не умел играть на бас-гитаре и научился этому лишь за месяц до записи альбома «Youth and Young Manhood».
Когда Джареду было 16 Kings of Leon выпустили первый студийный альбом, «Youth and Young Manhood».
С 2012 года женат на Марте Фоллоуилл. 21 января 2020 года у пары родилась дочь Аделин Джеймс.

## Стиль игры
В основном играет медиатором. Пользуется большим пальцем, когда держит гитару высоко. Часто использует эффекты (Distortion к примеру), потому что не любит чистый звук. Предпочитает тяжелое звучание при быстрой игре, пытаясь сделать свой бас похожим на звук искажённой баритон-гитары.

## Инструменты и оборудование
Джаред играет на бас гитарах Gibson Thunderbird Bass белого и чёрного цвета, а также на ’68 Gibson EB-0 bass. Использует струны D’Addario medium bass strings (.050-.105). Кабинет- Ampeg 8x10 bass cab, голова — Ampeg SVT Classic amplifier head.

## Влияния
На него оказали влияние такие музыканты, как Питер Хук из групп Joy Division и New Order, Ким Дил (англ. Kim Deal) из The Pixies и Николай Фрейче из The Strokes.